# Weichselien
| Indeling van het Pleistoceen                                                                                             | Indeling van het Pleistoceen | Indeling van het Pleistoceen | Indeling van het Pleistoceen | Indeling van het Pleistoceen | Indeling van het Pleistoceen |
| Internationaal | Internationaal               | Internationaal               | Noordwest-Europa             | Noordwest-Europa             | Noordwest-Europa             |
| Serie | Subserie                     | Etage                        | Super-etage                  | Etage                        | Tijd (Ma)                    |
| --- | ---------------------------- | ---------------------------- | ---------------------------- | ---------------------------- | ---------------------------- |
| Holoceen | Vroeg                        | Greenlandien                 | Holoceen                     | Holoceen                     | jonger                       |
| Pleistoceen | Laat                         | (onbenoemd)                  | (onbenoemd)                  | Weichselien                  | 0,116 - 0,0117               |
| Pleistoceen | Laat                         | (onbenoemd)                  | (onbenoemd)                  | Eemien                       | 0,126 - 0,116                |
| Pleistoceen | Midden                       | Chibaien                     | (onbenoemd)                  | Saalien                      | 0,238 - 0,126                |
| Pleistoceen | Midden                       | Chibaien                     | (onbenoemd)                  | Oostermeer                   | 0,243 - 0,238                |
| Pleistoceen | Midden                       | Chibaien                     | (onbenoemd)                  | (onbenoemd)                  | 0,324 - 0,243                |
| Pleistoceen | Midden                       | Chibaien                     | (onbenoemd)                  | Belvédère                    | 0,338 - 0,324                |
| Pleistoceen | Midden                       | Chibaien                     | (onbenoemd)                  | (onbenoemd)                  | 0,386 - 0,338                |
| Pleistoceen | Midden                       | Chibaien                     | (onbenoemd)                  | Holsteinien                  | 0,418 - 0,386                |
| Pleistoceen | Midden                       | Chibaien                     | (onbenoemd)                  | Elsterien                    | 0,465 - 0,418                |
| Pleistoceen | Midden                       | Chibaien                     | Cromerien                    | diverse etages               | 0,850 - 0,465                |
| Pleistoceen | Vroeg                        | Calabrien                    | Cromerien                    | diverse etages               | 0,850 - 0,465                |
| Pleistoceen | Vroeg                        | Calabrien                    | Bavelien                     | diverse etages               | 1,07 - 0,85                  |
| Pleistoceen | Vroeg                        | Calabrien                    | Menapien                     | diverse etages               | 1,20 - 1,07                  |
| Pleistoceen | Vroeg                        | Calabrien                    | Waalien                      | diverse etages               | 1,45 - 1,20                  |
| Pleistoceen | Vroeg                        | Calabrien                    | Eburonien                    | diverse etages               | 1,80 - 1,45                  |
| Pleistoceen | Vroeg                        | Gelasien                     | Tiglien                      | diverse etages               | 2,40 - 1,80                  |
| Pleistoceen | Vroeg                        | Gelasien                     | Pretiglien                   | diverse etages               | 2,58 - 2,40                  |
| Plioceen |                              | Piacenzien                   | Reuverien                    |                              | ouder                        |
| Tabel 1 - Indeling van het Pleistoceen Blauwe vakken: Glaciaal of Stadiaal - Roze vakken: Interglaciaal of Interstadiaal |                              |                              |                              |                              |                              |

Het Weichselien (Vlaanderen: Weichseliaan of Weichsel), ook wel Weichselglaciaal genoemd, is een vooral in het noordwesten van Europa gebruikt tijdperk in de geologische tijdschaal of een stratigrafische indeling met de rang van een etage. Het Weichselien bevat de afzettingen uit de laatste ijstijd en is onderdeel van het Pleistoceen. Het heeft een ouderdom van ongeveer 116 tot 11,7 ka BP (116 tot 11,7 duizend jaar geleden). Het Weichselien komt na of ligt op het Eemien en wordt gevolgd door het Holoceen. 
Samen met het Eemien maakt het Weichselien deel uit van het Laat Pleistoceen. De wetenschappelijke term voor een koudere periode zoals het Weichselien is glaciaal, echter in de praktijk wordt vaak ook de term "ijstijd" gebruikt. Gedurende het Weichselien bereikte het Scandinavische landijs het noorden van Duitsland en Denemarken, maar het kwam niet in België of Nederland.

## Naamgeving
Het Weichselien dankt zijn naam aan de Poolse rivier de Wisła, die in het Duits Weichsel heet. De Latijnse naam is Vistula.
De namen Weichselien en Vistula worden gebruikt in dat deel van Europa dat binnen het bereik van de Scandinavische vergletsjering viel. In Centraal-Europa, binnen het bereik van de Alpiene vergletsjering, wordt bij afzettingen van dezelfde ouderdom de naam Würm Glaciaal gebruikt. In Groot-Brittannië gebruikt men de naam Devensian; in Ierland de naam Midlandian; in Noord-Amerika de naam "Wisconsin glaciation"; en in de Rocky Mountains is bij afzettingen uit het Laat Weichselien de naam "Pinedale glaciation" in gebruik.
In Nederland is gedurende de jaren vijftig van de twintigste eeuw nog de naam Tubantien in gebruik geweest.
De oorzaak voor al deze verschillende benamingen voor 'dezelfde' glacialen is gelegen in het feit dat de tijdperken genoemd zijn naar hun afzettingen. Meestal zijn dat afzettingen die gerelateerd zijn aan de dichtstbijzijnde ijskap, zoals keilemen, eindmorenen, lössen, fluvioglaciale afzettingen etc. De Scandinavische en de Alpiene ijskappen zijn nooit samengevloeid. Er ligt een gebied tussen dat in zekere mate door beide beïnvloed is, maar waar geen directe afzettingen van de gletsjers, zoals keilemen, zijn afgezet. Het betekent dat een keileem van de Scandinavische ijskap nooit de keileem van de Alpiene ijskap uit dezelfde periode ontmoet. Uit de keilemen zelf blijkt hun ouderdom niet dus zekerheid of het om keilemen uit dezelfde periode gaat, is niet uit de keilemen zelf af te leiden. Omdat in beide gebieden apart moet worden bepaald hoe oud de keilemen uit de verschillende glacialen zijn, is het verstandig om de afzettingenreeks uit beide gebieden een eigen reeks namen te geven. Daarna kan onderzocht worden welke glacigene afzettingen uit beide gebieden gelijktijdig zijn afgezet (correleren). In het geval van de afzettingen uit het Weichselien (Scandinavische ijskap) blijken die te correleren met die uit het Würm (Alpiene ijskap). Ook als men van mening is dat duidelijk is welke afzettingen uit de reeks van beide gebieden met elkaar correleren, is het verstandig om de eigen set namen te blijven hanteren. Toekomstig onderzoek kan nl. altijd uitwijzen dat een bepaalde correlatie niet klopt waardoor een glaciaal uit het ene gebied met een ander glaciaal uit het andere gebied blijkt overeen te komen dan tot dan toe gedacht. Dezelfde redenen vormen de grondslag om de glacialen uit Groot-Brittannië, Noord-Amerika, Rusland enz., eigen namen te geven.

## Indeling in Noord-Europa
Het Weichselien wordt in drie delen onderverdeeld: Vroeg (116 tot 73 ka geleden), Midden (het zogenoemde pleniglaciaal, van 73 tot 14,5 ka geleden) en Laat (laatglaciaal, van 14,5 tot 11,5 ka geleden).
Het Vroeg-Weichselien was een afwisseling van koude (stadialen) en warmere (interstadialen) perioden. Bij het aanbreken van het pleniglaciaal werd het klimaat nog kouder, hoewel er nog steeds interstadialen plaatsvonden, waarin het klimaat tijdelijk wat opwarmde. Voor de gebieden rond de Noordzee betekende dit in feite een afwisseling tussen extreem koude omstandigheden (poolwoestijn) en iets warmere omstandigheden (toendra). Het laat-pleniglaciaal (ongeveer vanaf 29 ka geleden) was een lange periode van extreme afkoeling, waarin op de breedtegraden rond de Noordzee nauwelijks meer vegetatie kon groeien.
Vanaf 19 ka geleden wordt het klimaat wereldwijd geleidelijk warmer. Dit leidde in het laatglaciaal tot twee interstadialen Allerød en Bølling) waarin de zeespiegel steeg, de boomgrens naar het noorden schoof en de gletsjers in Scandinavië zich terugtrokken. Drie keer werd dit onderbroken door een periode waarin de kou terugkeerde. Het laatste en koudste van deze stadialen was helemaal aan het einde van het Weichselien. Dit stadiaal wordt de Jonge Dryas genoemd.

## Klimaat
| Serie                             | Etage       | Sub-etage       | Chronozone      | Tijd geleden (jaar) |
| --------------------------------- | ----------- | --------------- | --------------- | ------------------- |
| Holoceen                          | Holoceen    | Holoceen        | Preboreaal      | 10.640 - 11.560     |
| Pleistoceen                       | Weichselien | Laat- glaciaal  | Jonge Dryas     | 11.650 - 12.850     |
| Pleistoceen                       | Weichselien | Laat- glaciaal  | Allerød         | 12.850 - 13.900     |
| Pleistoceen                       | Weichselien | Laat- glaciaal  | Oude Dryas      | 13.900 - 14.000     |
| Pleistoceen                       | Weichselien | Laat- glaciaal  | Bølling         | 14.000 - 14.650     |
| Pleistoceen                       | Weichselien | Pleni- glaciaal |                 |                     |
| Pleistoceen                       | Weichselien | Denekamp        | 28.000 - 32.000 |                     |
| Pleistoceen                       | Weichselien |                 |                 |                     |
| Pleistoceen                       | Weichselien | Hengelo         | 36.900 - 38.700 |                     |
| Pleistoceen                       | Weichselien |                 |                 |                     |
| Pleistoceen                       | Weichselien | Moershoofd      |                 |                     |
| Pleistoceen                       | Weichselien |                 |                 |                     |
| Pleistoceen                       | Weichselien | Glinde          | 48.000 - 51.000 |                     |
| Pleistoceen                       | Weichselien | Ebersdorf       |                 |                     |
| Pleistoceen                       | Weichselien | Oerel           | 55.400 - 57.700 |                     |
| Pleistoceen                       | Weichselien | Schalkholz      |                 |                     |
| Pleistoceen                       | Weichselien | Vroeg- glaciaal | Odderade        | ±74.000             |
| Pleistoceen                       | Weichselien | Vroeg- glaciaal | Rederstall      |                     |
| Pleistoceen                       | Weichselien | Vroeg- glaciaal | Brørup          |                     |
| Pleistoceen                       | Weichselien | Vroeg- glaciaal | Herning         | -116.000            |
| Pleistoceen                       | Eemien      | Eemien          |                 | 116.000- 128.000    |
| ■ Koud ■ Warm (kolom Chronozones) |             |                 |                 |                     |

Het Weichselien was de laatste van de duidelijk koudere perioden (de glacialen) die in het Pleistoceen optraden. Tijdens het Weichselien waren België en Nederland niet door landijs bedekt. De zuidelijkste punt van het landijs lag ter hoogte van Sleeswijk-Holstein en de Scandinavische en de Britse ijskappen hebben elkaar, in tegenstelling tot het voorlaatste glaciaal, het Saalien, nooit bereikt. In Nederland en België heerste een toendraklimaat. Door de lage zeespiegel lagen de Noordzee en de Ierse Zee droog; hier heersten omstandigheden van een poolwoestijn.
Binnen het Weichsel-glaciaal heersten echter ook klimaatschommelingen tussen koudere en warmere perioden. Van de koudere perioden (de stadialen) vallen vooral de periode tussen 22 en 18 ka geleden en het laatste deel van het Weichselien rond 12 ka geleden (het Jonge Dryas) op. Tijdens de warmere perioden (de interstadialen) verschoven de vegetatiezones noordwaarts. Deze perioden duurden echter meestal niet langer dan een paar honderd jaar, waarna de kou weer terugkwam.

## 'Dansgaard-Oeschger-cycli' en 'Heinrich Events'
In boringen in de diepzee overheersen fijne tot zeer fijne sedimenten vrijwel volledig. Echter, af en toe worden er in diepzeeboringen grotere partikels in het sediment aangetroffen (met groottes tot aan fijn grind), die daar onder de heersende sedimentologische omstandigheden niet te verwachten zijn. Men heeft gevonden dat niveaus met deze grovere partikels een aantal keren optreden. De enige manier om het verschijnsel te verklaren, is door aan te nemen dat deze partikels vanaf het zeeoppervlak ter plaatse naar de zeebodem zijn gevallen. Men neemt aan dat er sprake is van gesteente dat meegevoerd is door ijsbergen en tijdens het afsmelten daarvan ter plaatse is gedeponeerd. De partikels worden dropstones genoemd of ice rafted debris. De laagjes met deze dropstones zouden ontstaan zijn tijdens perioden van opwarming, waardoor ijsbergen massaal van de ijskappen losraakten. Deze (soms zeer) korte perioden van opwarming worden Heinrich Events genoemd, naar hun ontdekker Hartmut Heinrich. Heinrich Events zijn bekend uit alle glacialen, maar vooral uit het Weichselien. De events uit het Weichselien zijn genummerd: H0 tot en met H6, waarbij H0 waarschijnlijk tijdens de Jonge Dryas opgetreden is.
Dansgaard-Oeschger-cycli (DO-cycli) zijn nauw verwant aan Heinrich Events. Het zijn periodiek optredende snelle klimaatveranderingen die zichtbaar worden in de stabiele zuurstofisotopenverhouding van ijskernen en kalkige fossielen, zoals foraminiferen. Er zijn tijdens het Weichselien 23 DO-cycli waargenomen, waarvan er een aantal overeenkomt met reeds bekende interstadialen.

## Koude, laat-glaciale zee

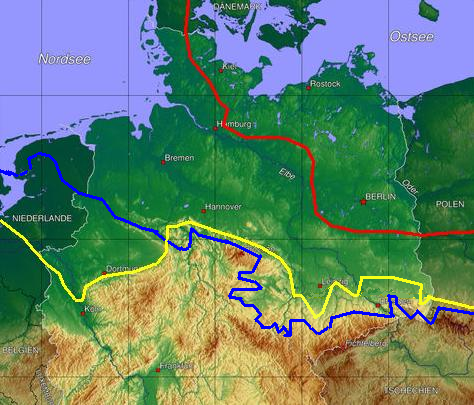
Maximale uitbreidingen van het Scandinavische landijs tijdens drie verschillende glacialen. Rode lijn: Weichselien; Gele lijn: Saalien; Blauwe lijn: Elsterien

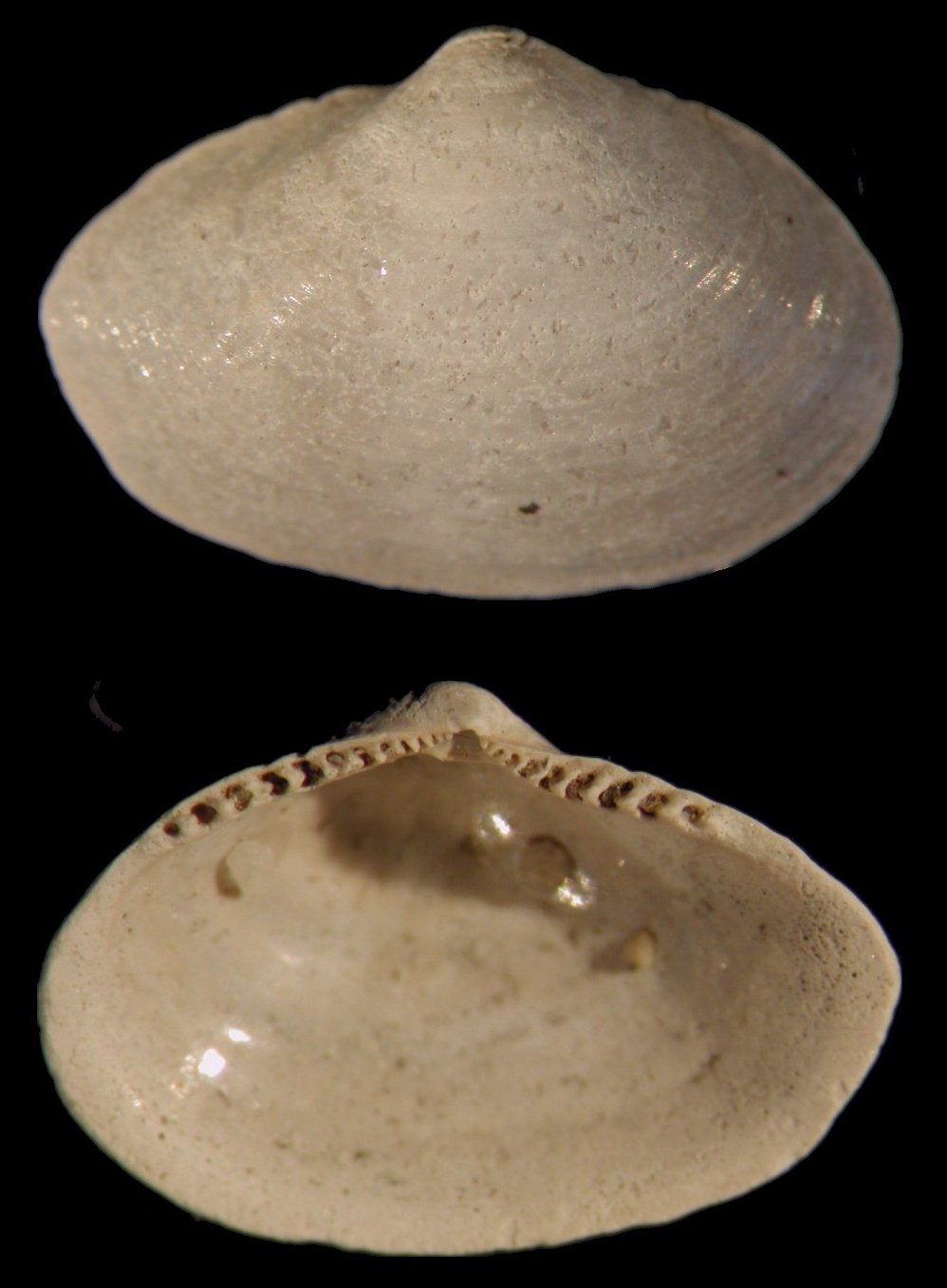
Portlandia arctica

Als gevolg van het gewicht van de ijskap werd de aardkorst naar beneden geduwd. Bij het afsmelten van het ijs aan het eind van het glaciaal viel het gewicht weg en begon de aardkorst weer omhoog te komen. Door het afsmelten steeg ook de zeespiegel. De rijzende zeespiegel haalde op plaatsen die bij de rand van de ijskap gelegen waren en daardoor het diepst naar beneden geduwd waren, de omhoogkomende bodem in, waardoor deze gebieden door de zee overstroomd werden. Dat gebeurde terwijl het klimaat nog niet echt warm was en ook het zeewater door de grote toevoer van smeltwater van de nabijgelegen gletsjers erg koud was.
Dergelijke koude zeeën, waarin ook het zoutgehalte laag was, kwamen na verschillende glacialen (Elsterien, Saalien, en Weichselien) in het gebied van de huidige Oostzee en de Noordzee gedurende een relatief korte periode voor. Doordat de snelheid van de zeespiegelrijzing na verloop van tijd afnam, terwijl de bodemrijzing nog steeds doorging, trok de zee zich plaatselijk ook weer terug. De periode daarna laat een afname zien van de bodemrijzing, terwijl de stijging van de zeespiegel langzaam doorging. Op sommige plaatsen keerde de zee weer terug, maar nu met een 'warme' fauna. Op andere plaatsen, die wel onder water bleven, wordt de 'koude' fauna langzaam vervangen door een 'warme.' Weer andere plaatsen kenden alleen de koude fase en bleven daarna boven water. Welk van deze scenario's zich afspeelde, was afhankelijk van waar de plaats zich ten opzichte van de ijskap bevond en hoe diep de bodem was neergeduwd. In deze koude zee leefde een arctische fauna die vooral door de molluskenfauna herkenbaar is. Naar de karakteristieke molluskenfauna werden deze kort bestaande koude zeeën Yoldiazee genoemd.

## Afzettingen in Nederland en België
De poolwoestijn die in sommige gebieden in Noord-Europa heerste, met name in de droogliggende Noordzee, zorgde voor veel losliggend zand, terwijl de wind vrij spel had. In grote delen van Europa ten zuiden van de ijskap is daardoor dekzand en löss afgezet, dat werd meegenomen door de wind (eolisch). In Nederland bestaat dat sediment vooral uit zand (grovere korrels). Plaatselijk werd ook löss afgezet, vooral in Zuid-Limburg en Noord-Brabant, maar ook noordelijker, langs de zuidelijke Veluwezoom of zelfs in Groningen. In België overheerst lösssedimentatie.
In Nederland worden afzettingen met een voornamelijk eolische facies samengevat in de lithostratigrafische eenheid Formatie van Boxtel. Deze formatie bevat ook afzettingen die ouder zijn dan het Weichselien. Een oudere naam voor dergelijke alleen uit het Weichselien daterende afzettingen is Formatie van Twente.
Fluviatiele afzettingen met een Rijnmineralogie en in de (fijne) grindfractie noordelijke gesteentecomponenten (oorspronkelijk aangevoerd door de gletsjers uit het Saalien) worden samengevat onder de Formatie van Kreftenheye. Deze formatie is voornamelijk afgezet tijdens het Weichselien, maar begon al vlak voor het Eemien en eindigde in het vroege Holoceen.
In de Nederlandse provincie Limburg worden verschillende pakketten löss onderscheiden: oude, middelste en jonge löss. De middelste en de jonge löss zijn tijdens het Weichselien afgezet.
In de provincie Noord-Brabant is rond Eindhoven de Brabantse Leem bekend. Deze leem is gedeeltelijk tijdens het Weichselien afgezet en is te beschouwen als een in moerassige omgeving gesedimenteerde löss. In het Duits bestaat daar de term 'Sumpflöss' voor. De Brabantse Leem is onderdeel van de Formatie van Boxtel. Plaatselijk is de leem fijn gelaagd en bevat hij fossiele bodems en concentraties van land- en zoetwatermollusken.

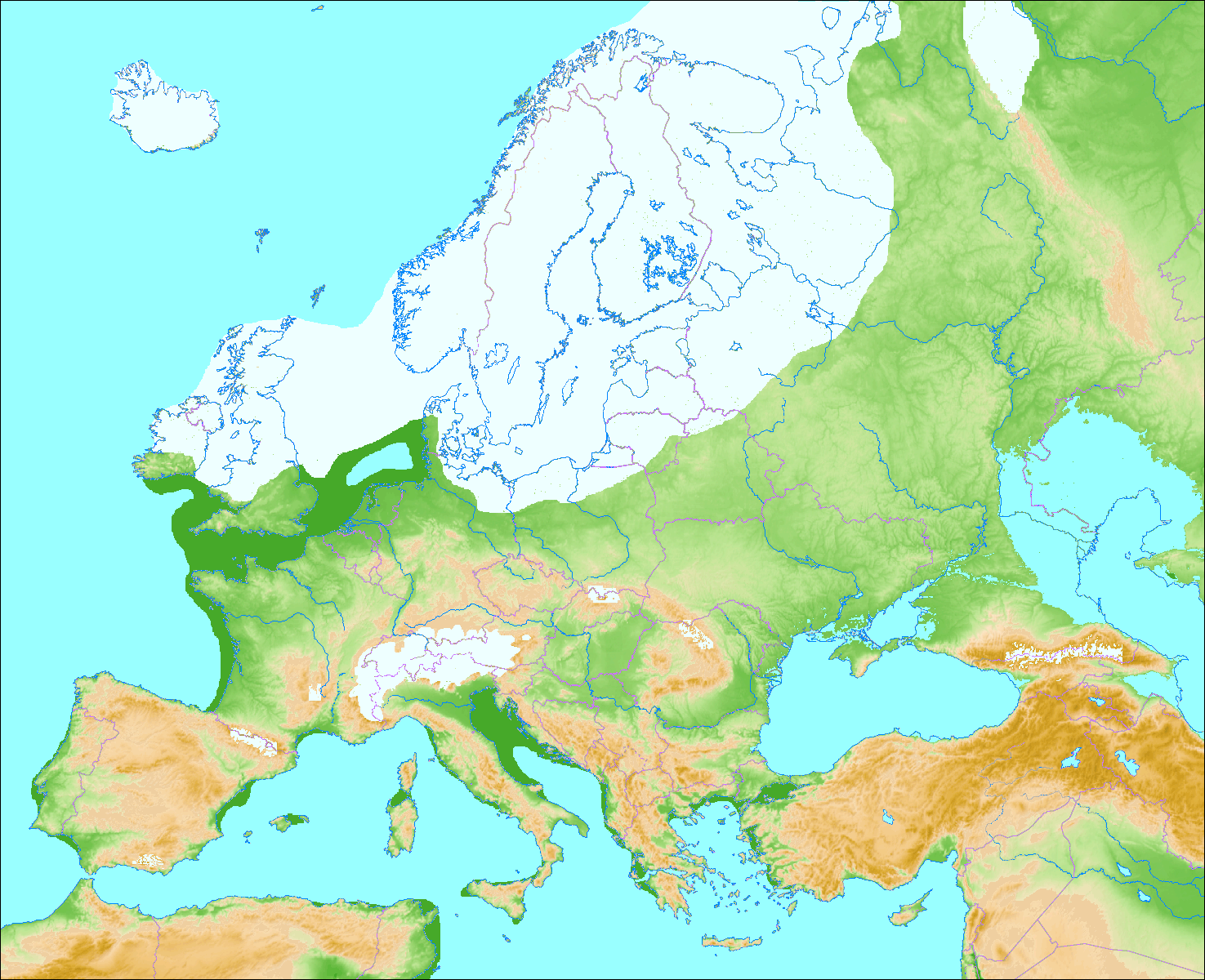
Europa tijdens de laatste ijstijd. De gletsjers bedekten met name Scandinavië, de Britse Eilanden en de Alpen. Delen van de Noordzee en andere ondiepe zeeën lagen droog, terwijl de Kaspische Zee juist groter was dan tegenwoordig.

## IJstijdrelicten uit het Weichselien
IJstijdrelicten zijn planten of dieren die gedurende de glacialen de grootste uitbreiding van hun areaal hadden en die nu nog steeds voorkomen. Sommige plassen worden bewoond door dieren die de koudere periode overleefd hebben, zoals het watervloachtige kreeftje Eurycercus glacialis, dat verder alleen op Groenland voorkomt, en de geelgerande watertor (Dytiscus marginalis L.), die ook in Lapland leeft. Van de planten uit het Weichselien vinden we de Zweedse kornoelje (Cornus suecica L.), de zevenster (Trientalis europaea L.) en het Linnaeusklokje (Linnaea borealis L.) in Nederland.

## Mensen in het Weichselien
Het uitgestrekte open landschap van de toendra was de graasplek voor kudden dieren, waar door de mens op gejaagd werd. Tijdens het Weichselien werd Centraal-Europa bevolkt door nomaden die achter de kuddes aantrokken voor hun voedsel. Het gaat hierbij om mensen van onze soort, Homo sapiens. Naast onze soort zijn Neanderthalers nog gedurende het grootste deel van het Weichselien in Europa aanwezig geweest. Zij verdwenen grotendeels ongeveer 30.000 jaar geleden.

## Meer afbeeldingen

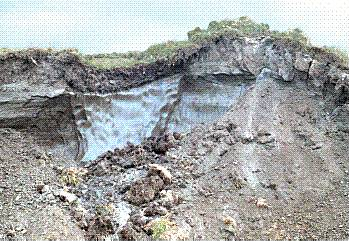
Een vorstwig in hedendaagse permafrost
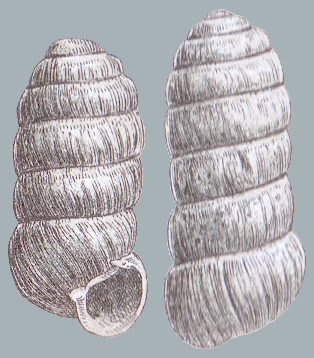
Columella columella, een subarctische landslak, algemeen in de Brabantse leem
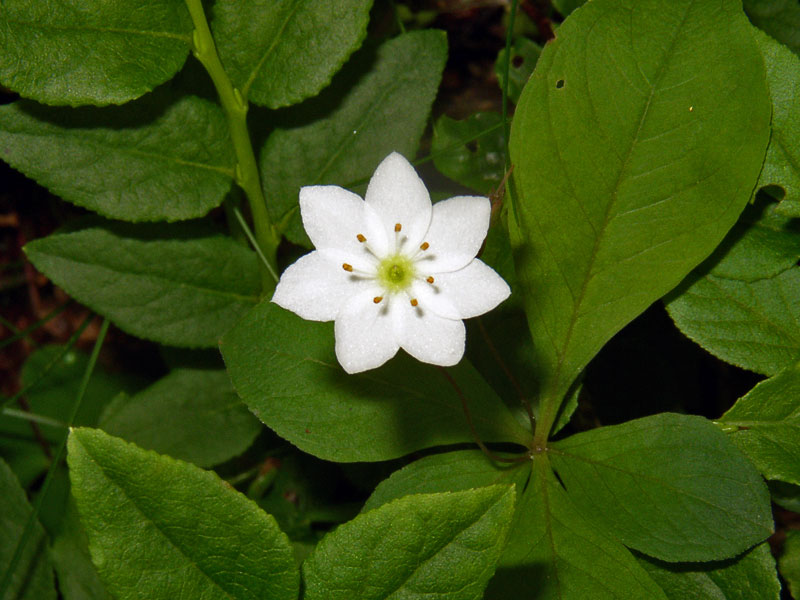
Zevenster, een glaciaal relict
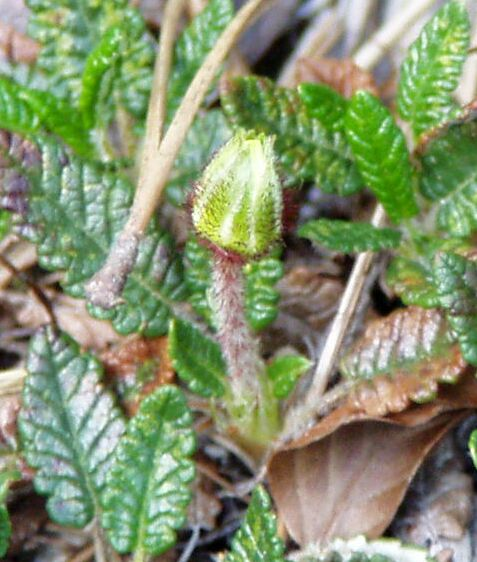
Achtster (Dryas octopetala) met goed zichtbaar de blaadjes zoals die ook fossiel worden aangetroffen